# Lucy, Seine-Maritime

Lucy este o comună în departamentul Seine-Maritime, Franța. În 1 ianuarie 2022 avea o populație de 181 de locuitori.